# Saucisson d'Ardenne
 (octobre 2017).
Si vous disposez d'ouvrages ou d'articles de référence ou si vous connaissez des sites web de qualité traitant du thème abordé ici, merci de compléter l'article en donnant les références utiles à sa vérifiabilité et en les liant à la section « Notes et références ».

Logotype de l'association des producteurs de saucisson d'Ardenne.

Le saucisson d’Ardenne est une salaison fumée, variété de saucisson sec, proche du salami, produite dans l’Ardenne belge, et inscrite depuis octobre 2017 au registre des indications géographiques protégées (IGP) ,. Toutes informations sur l'Indication géographique protégée (IGP) 'Saucisson d'Ardenne / Collier d'Ardenne / Pipe d'Ardenne' peuvent être retrouvées sur la carte d'identité GIview.
Il est composé d’un mélange de viande de porc ou de porc et bœuf, et de gras de porc. Il est également appelé « pipe d'Ardenne » quand sa forme est droite et « collier d'Ardenne » quand elle est courbée.

## Fabrication
Le saucisson est fabriqué à partir de viandes hachées, salées et épicées embossées dans des boyaux naturels artificiels à base de collagène. Il est ensuite mis en fermentation puis fumé aux bois de chêne et de hêtre et finalement mis à sécher.
Il a été créé par les producteurs de jambon d'Ardenne pour en valoriser les sous-produits.

## Principales caractéristiques
La principale caractéristique gustative du saucisson d'Ardenne est son goût fumé prononcé.
Un cahier des charges spécifique, élaboré par l’Association des producteurs de saucisson d’Ardenne (Audesa), définit tous les critères physiques et chimiques de cette spécialité ardennaise.

## Zone de production
Le saucisson d’Ardenne est  produit dans une zone définie par arrêté royal (4 février 1974) reconnaissant l’appellation d’origine « Jambon d’Ardenne » qui recouvre la province de Luxembourg et certains cantons attenants des provinces de Namur et de Liège.
Les jambons et saucissons d’Ardenne ne sont pas une AOP (Appellation d'origine protégée par l'Union Européenne) car il n’y a pas assez de porcs élevés dans la région .